# София фон Бранденбург (1568 – 1622)
Вижте пояснителната страница за други личности с името София фон Бранденбург.
София фон Бранденбург (на немски: Sophie von Brandenburg, * 6 юни 1568 във Флекен Цехлин, † 7 декември 1622 в дворец Колдиц) от род Хоенцолерн e принцеса от Бранденбург и чрез женитба курфюрстиня на Саксония.
Тя е дъщеря на курфюрст Йохан Георг (1525–1598) курфюрст на Бранденбург, и втората му съпруга Сабина фон Бранденбург-Ансбах (1529-1575), дъщеря на маркграф Георг фон Бранденбург-Ансбах-Кулмбах.
София фон Бранденбург се омъжва на 25 април 1582 г. в Дрезден за Христиан I (1560–1591), курфюрст на Саксония. Тя е втората му съпруга. София се жени на 14 години и след една година ражда първото си дете.
Съпругът ѝ умира на 31 години през 1591 г. София става заедно с херцог Фридрих Вилхелм I фон Саксония-Ваймар регентка на курфюрството за нейния най-голям син. Тя сече през 1616 г. своя златна монета, т. нар. „дукат на София“. Тя възстановява за служба старата францисканска църква в Дрезден, която е наречена Света София.

## Деца
София фон Бранденбург и Христиан I Саксонски имат децата:
- Христиан II (1583–1611), курфюрст на Саксония

∞ 1602 принцеса Хедвиг от Дания и Норвегия (1581–1641)
- Йохан Георг I (1585–1656), курфюрст на Саксония

∞ 1604 принцеса Сибила Елизабет фон Вюртемберг (1584–1606)
∞ 1607 принцеса Магдалена Сибила от Прусия (1587–1659)
- Анна Сабина (*/† 1586)
- София (1587–1635)

∞ 1610 херцог Франц I от Померания-Щетин (1577–1620)
- Елизабет (1588–1589)
- Август (1589–1615)

∞ 1612 принцеса Елизабет от Брауншвайг-Волфенбютел (1593–1650)
- Доротея (1591–1617), абатиса на Кведлинбург